# Richard Kingson
Richard Paul Franck Kingson (Accra, 13 de junho de 1978) é um ex-futebolista ganês. Disputou as copas de 2006 e 2010 pela Seleção Ganesa, sendo o goleiro titular. 

## Seleção nacional
Kingson representou a Seleção Ganesa de Futebol nas Olimpíadas de 1996.

## Curiosidades
- Kingson também é chamado de Faruk Gürsoy, pois morou por algum tempo na Turquia, jogando em diversos clubes.

## Títulos
Gana
- Campeonato Africano das Nações: 2010 2º Lugar.